# Голубева, Анна Михайловна
Анна Михайловна Голубева (1904, Ивановская область — 1991, Нижний Новгород) — звеньевая семеноводческого колхоза «Свобода» Пучежского района Ивановской области, Герой Социалистического Труда.

## Биография
Родилась в 1904 года в деревне Беловская Пучежского района Ивановской области, в крестьянской семье. Русская. С малых лет была отдана «в люди». Несколько лет батрачила у кулаков.
Одной из первых вступила в сельхозартель, позднее колхоз «Свобода» Пучежского района. Сельхозартель имела семеноводческое направление и специализировалось на производстве льна, который был наиболее трудоемкой культурой.
Со временем была назначена руководителем льноводческого звена. В 1949 году звено Голубевой собрало особенно высокий урожай льна-долгунца 7,65 центнеров и семян — 6,93 центнера с гектара на площади в 2 гектара.
Указом Президиума Верховного Совета СССР от 9 июня 1950 года в соответствии с Указом Президиума Верховного Совета СССР за получение высокого урожая волокна и семян льна-долгунца Голубевой Анне Михайловне присвоено звание Героя Социалистического Труда с вручением ордена Ленина и золотой медали «Серп и Молот».
В 1966 вышла на пенсию, в том же году переехала к дочери в Горький.
Награждена орденами Ленина, медалями.
Скончалась 16 июля 1991 года. Похоронена на Новосормовском кладбище.